# Mongo (rivier)
De Mongo is een rivier die ontspringt op de hoogvlakte Fouta Djalon in Guinee. De rivier stroomt in zuidelijke richting naar Sierra Leone. In dat land buigt de rivier af in zuidwestelijke richting en mondt uit in de Little Scarcies ten noorden van de stad Kamakwie.